# Colonia Santa Clara
Colonia Santa Clara ist eine Streusiedlung im Departamento Santa Cruz im Tiefland des südamerikanischen Andenstaates Bolivien.

## Lage im Nahraum
Colonia Santa Clara ist eine ländliche Ortschaft im Kanton Pailón im Municipio Pailón in der Provinz Chiquitos. Die Siedlung erstreckt sich auf einer Höhe von etwa 306 m in dem landwirtschaftlich intensiv genutzten Gebiet über eine Fläche von 76 Quadratkilometern und wird von 125 Familien bewohnt. Sie wurde im Jahr 1994 als Zusammenschluss verschiedener mennonitischer Kleingemeinden gegründet.

## Geographie
Colonia Santa Clara liegt in der Region Chiquitania zwischen den Schwemmlandebenen des Río Piraí und des Río Grande im Westen und den Chiquitos-Hügelländern im Osten. Das Klima ist semihumid, die Temperaturen schwanken im Tagesverlauf und im Jahresverlauf nur unwesentlich.
Die Jahresdurchschnittstemperatur liegt bei 24 bis 25 °C, mit monatlichen Durchschnittstemperaturen zwischen knapp 27 °C im Dezember und Januar und unter 21 °C im Juni und Juli (siehe Klimadiagramm Pailón). Der Jahresniederschlag beträgt rund 950 mm, der Trockenzeit von Juli bis September steht eine ausgeprägte Feuchtezeit von November bis Februar gegenüber, in der die Monatswerte bis 140 mm erreichen.

## Verkehrsnetz
Colonia Santa Clara liegt in einer Entfernung von 129 Straßenkilometern südöstlich von Santa Cruz, der Hauptstadt des Departamentos.
Von Santa Cruz aus führt die asphaltierte Nationalstraße Ruta 4/Ruta 9 in östlicher Richtung über Cotoca nach Puerto Pailas und überquert den Río Grande. Sieben Kilometer später am Ortseingang von Pailón zweigt eine unbefestigte Straße nach Süden ab und schwenkt nach einem Kilometer in östliche Richtung. Nach einem weiteren Kilometer führt eine schnurgerade Straße über 60 Kilometer in südöstlicher Richtung, dann führt eine weitere Nebenstraße nach Osten und erreicht Colonia Santa Clara nach dreizehn Kilometern.

## Bevölkerung
Die Einwohnerzahl der Region war zwischen der Gründung und der Volkszählung 2001 auf 301 Bewohner angewachsen und hat sich in dem folgenden Jahrzehnt mehr als verdoppelt:
| Jahr | Einwohner         | Quelle       |
| ---- | ----------------- | ------------ |
| 1992 | keine Detaildaten | Volkszählung |
| 2001 | 301               | Volkszählung |
| 2012 | 868               | Volkszählung |
| 2024 |                   | Volkszählung |